# The Joint Harmonised EU Programme of Business and Consumer Surveys
Das Joint Harmonised EU Programme of Business and Consumer Surveys (deutsch: Gemeinsames harmonisiertes EU-Programm für Konjunktur- und Verbraucherumfragen) ist ein System von Konjunkturumfragen, das in allen EU-Mitgliedsstaaten und den Kandidatenländern durchgeführt wird. Durch das Programm werden europaweit vereinheitlichte Indikatoren der Wirtschaftsentwicklung generiert und bereitgestellt, die zur Beobachtung der wirtschaftlichen Entwicklung, für kurzfristige Wirtschaftsprognosen und ökonomische Forschung dienen. Sie werden weithin benutzt, um Wendepunkte im Konjunkturverlauf zu erkennen und bilden eine Ergänzung zur amtlichen Konjunkturstatistik, die erst wesentlich später zur Verfügung steht.

## Gegenstand des Programms
Die Europäische Union fördert die Durchführung von Konjunkturumfragen unter Unternehmen und Verbrauchern in ihren Mitgliedstaaten und den Kandidatenländern. Die geförderten Institutionen verpflichten sich, monatlich Umfragen in festgelegten Wirtschaftssektoren bzw. unter Verbrauchern anhand eines vorgegebenen, harmonisierten Fragebogens durchzuführen und die Ergebnisse der Europäischen Union zur Verfügung zu stellen. Das Programm wird von der Generaldirektion für Wirtschaft und Finanzen (DG ECFIN) der Europäischen Kommission durchgeführt.

## Erfasste Wirtschaftssektoren und Stichprobengröße
Die Konjunkturumfragen des Joint Harmonised EU Programme of Business and Consumer Surveys werden in den folgenden Wirtschaftsbereichen durchgeführt, in Klammer sind die genaue Branchenabgrenzung und die ungefähre Stichprobengröße für die gesamte EU angeführt.
- Sachgütererzeugung (NACE 10-33; 40.510 Unternehmen pro Monat)
- Bauwirtschaft (NACE 41-43, 22.934 Unternehmen pro Monat)
- Einzelhandel (NACE 45+47, 31.441 Unternehmen pro Monat)
- Dienstleistungen (NACE 49-96, 45.989 Unternehmen pro Monat)
- Finanzsektor (NACE 64-66, 1.000 Unternehmen pro Monat)
- Verbraucher (41.060 Haushalte pro Monat)
- Investitionserhebung in der Sachgütererzeugung (NACE 10-33, 47.441 pro Halbjahr)

## Fragenprogramm
Das Fragenprogramm des Joint EU Programme of Business and Consumer Surveys wurde gemeinsam mit der OECD entwickelt und besteht, wie für Konjunkturumfragen üblich, aus Fragen zur wirtschaftlichen Entwicklung in der jüngsten Vergangenheit, der aktuellen Wirtschaftlichen Lage und der Erwartungen der befragten Unternehmen und Verbraucher für die kommenden Monate, die anhand einfacher 3-stufiger (Unternehmen) bzw. 5-stufiger (Verbraucher) Skalen beantwortet werden können. Typische Beispiele für solche Fragen sind:
- Wie hat sich die Produktionstätigkeit Ihres Unternehmens in den letzten drei Monaten entwickelt? Gestiegen/etwa gleich geblieben/gesunken
- Wie sind die aktuellen Auftragsbestände Ihres Unternehmens? Mehr als ausreichend/ausreichend/nicht ausreichend
- Wie wird sich die Produktionstätigkeit Ihres Unternehmens in den kommenden drei Monaten entwickeln? Steigen/etwa gleich bleiben/sinken

Daneben gibt es auch vereinzelt Fragen nach quantitativen Größen, etwa der Kapazitätsauslastung in Prozent oder der Inflationserwartungen der Verbraucher in Prozent. Diese bilden aber eine Ausnahme. Lediglich die Investitionserhebung in der Sachgütererzeugung besteht zu einem großen Teil aus quantitativen Fragen.
Der gesamte Fragenkatalog des Joint Harmonised EU Programme of Business and Consumer Surveys ist in dessen User Guide aufgelistet. Die Implementierung anhand von Fragebögen in den einzelnen Mitgliedsstaaten der EU und den Kandidatenländern durch die jeweils durchführenden Institute kann auf der Webpage des Programms eingesehen werden.

## Methodik
Das Joint Harmonised EU Programme of Business and Consumer Surveys gibt ein harmonisiertes Set an Fragen vor, das teilnehmende Institutionen in ihr Fragenprogramm aufnehmen müssen, sowie einen gemeinsamen Zeitplan für die Durchführung der Befragungen und die Übermittlung der Ergebnisse an die Europäische Kommission. Darüber hinaus gibt es für die einzelnen Institutionen keine strikten Vorgaben zur Stichprobenziehung und zur Erhebungsmethodik, sodass hier starke Unterschiede zwischen den Erhebungen in den einzelnen Mitgliedsstaaten und Kandidatenländern bestehen. Allerdings hat die Generaldirektion für Wirtschaft und Finanzen der Europäischen Kommission, die das Programm durchführt, 2014 eine Liste mit Empfehlungen für die Durchführung der Konjunktur- und Verbraucherbefragungen veröffentlicht („Best practises“). Methodenbeschreibungen der einzelnen Umfragen in den Mitgliedsstaaten der EU und den Kandidatenländern können auf der Webpage des Programms eingesehen werden.

## Datenzugang
Aus den Ergebnissen der einzelnen Umfragen, die von den am Joint Harmonised EU Programme of Business and Consumer Surveys teilnehmenden Institutionen der Europäischen Kommission übermittelt werden, errechnet diese primär sogenannte „synthetische Indikatoren“ („composite indicators“) zum Konjunkturverlauf: Für die einzelnen Wirtschaftssegmente werden „Vertrauensindikatoren“ errechnet, aus diesen wiederum der Economic Sentiment Indicator (ESI). Diese Indikatoren bilden die Grundlage der monatlichen Presseaussendungen der Europäischen Kommission zu den Ergebnissen der Konjunkturumfragen.
Auf der Webpage des Programms sind die Daten der Konjunkturumfragen frei zugänglich (saisonbereinigt und nicht saisonbereinigt) und zwar für die Europäische Union, die Eurozone und die einzelnen Mitgliedsstaaten der EU und die Kandidatenländer insgesamt und für die einzelnen Wirtschaftssektoren und auch für die einzelnen Subsektoren, in der Regel NACE-2-Steller. Darüber hinaus können die Ergebnisse bei Eurostat abgerufen werden sowie über die Monthly Economic Indicators (MEI) der OECD.

## Historische Entwicklung und Rechtsgrundlage
Das Joint Harmonised EU Programme of Business and Consumer Surveys wurde durch eine Entscheidung der Europäischen Kommission vom 15. November 1961 initiiert. Die harmonisierten Umfragen begannen im Jahr 1962 mit der Sachgütererzeugung. 1966 folgten die harmonisierte Umfrage in der Bauwirtschaft und die Umfrage zu den Investitionsplänen in der Sachgütererzeugung. Seit 1972 gibt es eine harmonisierte Verbraucherbefragung, 1984 folgte der Einzelhandel und 1996 der Dienstleistungssektor. Seit 2007 führt die Europäische Kommission auch eine Befragung des Finanzsektors auf EU- und Eurozonenebene durch. Dies ist die einzige der Befragungen, die zentral durchgeführt wird, während alle anderen von Partnerinstitutionen in den jeweiligen EU-Mitgliedsstaaten und Kandidatenländern durchgeführt werden.
Rechtsgrundlage des Joint Harmonised EU Programme of Business and Consumer Surveys ist laut User Guide eine Entscheidung der Kommission der Europäischen Wirtschaftsgemeinschaft vom November 1961. Das Programm wurde später durch mehrere Entscheidungen der Kommission und des Europäischen Rates modifiziert und zuletzt durch die Kommissionsentscheidung C(97) 2241 vom 15. Juli 1997 bestätigt. Änderungen in der Implementierung des Programms hinsichtlich der Verwendung der erhobenen Daten, der Methodik und der Abdeckung wurden in den folgenden Kommunikationen der Kommission dargestellt: COM(2000) 770 vom 29. November 2000, COM(2006) 379 vom 12. Juli 2006, SEC(2012) 227 vom 4. April 2012 und C(2016) 6634 vom 20. Oktober 2016.

## Fördervolumen
Die Förderung im Rahmen des Joint Harmonised EU Programme of Business and Consumer Surveys beträgt maximal 50 % der Gesamtkosten einer geförderten Umfrage. Dadurch sollen die Kosten abgedeckt werden, die den teilnehmenden Institutionen durch die Übernahme der harmonisierten Umfragemethodik entstehen. Im Jahr 2017 wurden 50 Institutionen mit insgesamt € 5,4 Mio. gefördert, die Höhe der individuellen Förderungen lag zwischen € 281.929,- und € 2.714,-.

## Geförderte Institutionen
Bei den Institutionen, die durch das Joint Harmonised EU Programme of Business and Consumer Surveys gefördert werden, handelt es sich um außeruniversitäre Forschungseinrichtungen (bspw. Ifo und WIFO), statistische Ämter (bspw. INSEE), Nationalbanken (bspw. Banque Nationale de Belgique), Interessenvertretungen (bspw. Confederation of Finnish Industries), kommerzielle Marktforschungsunternehmen (bspw. Gfk und Ipsos) und Universitäten (University of Cyprus).

## Evaluierung 2011/2012
Das Joint Harmonised EU Programme of Business and Consumer Surveys wurde im Auftrag der Europäischen Kommission in den Jahren 2011 und 2012 von einem Konsortium bestehend aus der Ghk Consulting Ltd. und dem DIW Berlin evaluiert. Die Evaluierung konnte nachweisen, dass die Ergebnisse der im Rahmen des Programms durchgeführten Umfragen unter Unternehmen und Verbrauchern regelmäßig Eingang in die Politikgestaltung und die Entscheidungsprozesse von Unternehmen finden. Als Nutzer der Daten genannt werden zahlreiche Generaldirektionen der Europäischen Kommission einschließlich Eurostat, die Europäische Zentralbank, die OECD, Nationalbanken, Ministerien und deren Abteilungen, Forschungseinrichtungen und die Wissenschaft, Unternehmen und ihre Interessenvertretungen wie Handelskammern, private Forschungseinrichtungen, Finanzinstitutionen und die Medien. Das Spektrum der Datennutzung reicht dabei von einem Überblick über die aktuelle Konjunktur bis hin zu anspruchsvollen Anwendungen wie Wirtschaftsprognosen, ökonomischem Nowcasting und der Analyse des Konjunkturzyklus.

## Verschiedenes
Die Generaldirektion für Wirtschaft und Finanzen der Europäischen Kommission ist als durchführende Organisation des Joint Harmonised EU Programme of Business and Consumer Surveys Mitglied des Centre for International Research on Economic Tendency Surveys (CIRET).